# Riddarholmskyrkan
Riddarholmský kostel (švédsky Riddarholmskyrkan) je kostel bývalého středověkého opatství ve Stockholmu. Kostel sloužil jako pohřebiště většiny švédských králů od 17. století až do roku 1950. Kostel se rozkládá na jižním okraji náměstí Birger Jarls torg (oficiální adresa kostela je Birger Jarls torg 3), které bylo pojmenováno po této významné historické postavě, tzv. „králi bez jména“, která je tradičně považována za zakladatele Stockholmu. Nedaleko kostela je jeho socha. Náměstí se až do poloviny 19. století jmenovalo Riddarholmstorget a s tímto označemím se lze občas stále setkat.

## Historie
Riddarholmskyrkan se nachází na ostrově Riddarholmen, nedaleko od Stockholmského (královského) paláce ve Stockholmu. Kongregace byla rozpuštěna v roce 1807 a dnes je kostel používán pouze pro slavnostní účely.
Zatímco švédští králové do konce 16. století byli pohřbívání jinde (nejčastěji v Uppsale, ale také v Krakově nebo ve Strängnäs), skoro všichni králové počínaje Gustavem II. Adolfem (zemřel 1632) až po Gustava V. (zemřel 1950) jsou pohřbeni zde. Hlavní výjimku tvoří královna Kristina I., která je pochována v bazilice svatého Petra v Římě.
Teprve v druhé polovině 20. století byl založen nový královský hřbitov Haga. Prvním králem, který byl pohřben na tomto novém královském hřbitově byl v roce 1973 král Gustav VI. Adolf. Riddarholmskyrkan je v současnosti společně spravován zvláštním oddělením švédské vlády a královským dvorem.
Riddarholmskyrkan je jedna z nejstarších památek ve Stockholmu, některé dochované částí pocházejí až z konce 13. století, kdy budova složila jako klášter františkánů. Po protestantské reformaci byl klášter uzavřen a budova přeměna na kostel švédské (luteránské) církve. Nová věž, kterou navrhl vlámský architekt Willem Boy (žil 1520–1592) byla postavena během vlády Jana III. Ta ale byla zničena úderem blesku 28. července 1835 a krátce nato byla nahrazena věží, která existuje až do současnosti.
Erby rytířů řádu Serafínů (švédsky Serafimerorden, serafíni tvoří v hierarchii andělů nejvyšší andělský kůr, spolu s cherubíny a trůny) se nachází na zdech kostela. Když rytíř tohoto řádu zemře, jeho erb je zavěšen v kostele a během pohřebního obřadu kostelní zvony vyzvánějí nepřetržitě od 12 do 13 hodin.

## Literární zajímavost
Autorské dvojice Maj Sjöwallová – Per Wahlöö umístila do prostoru mezi sochou Birger Magnussona z Bjölbo a kostelem jednu z klíčových událostí románu Teroristé (švédsky Terroristerna, 1975). Do Stockholmu přiletěl na oficiální návštěvu nepopulární americký senátor a panovaly obavy, že může dojít k pokusu o atentát. Při pietním aktu kladení věnců, při vstupu do kostela, však byl zastřelen fiktivní (v románu nemá žádné jméno) švédský předseda vlády!

## Fotogalerie

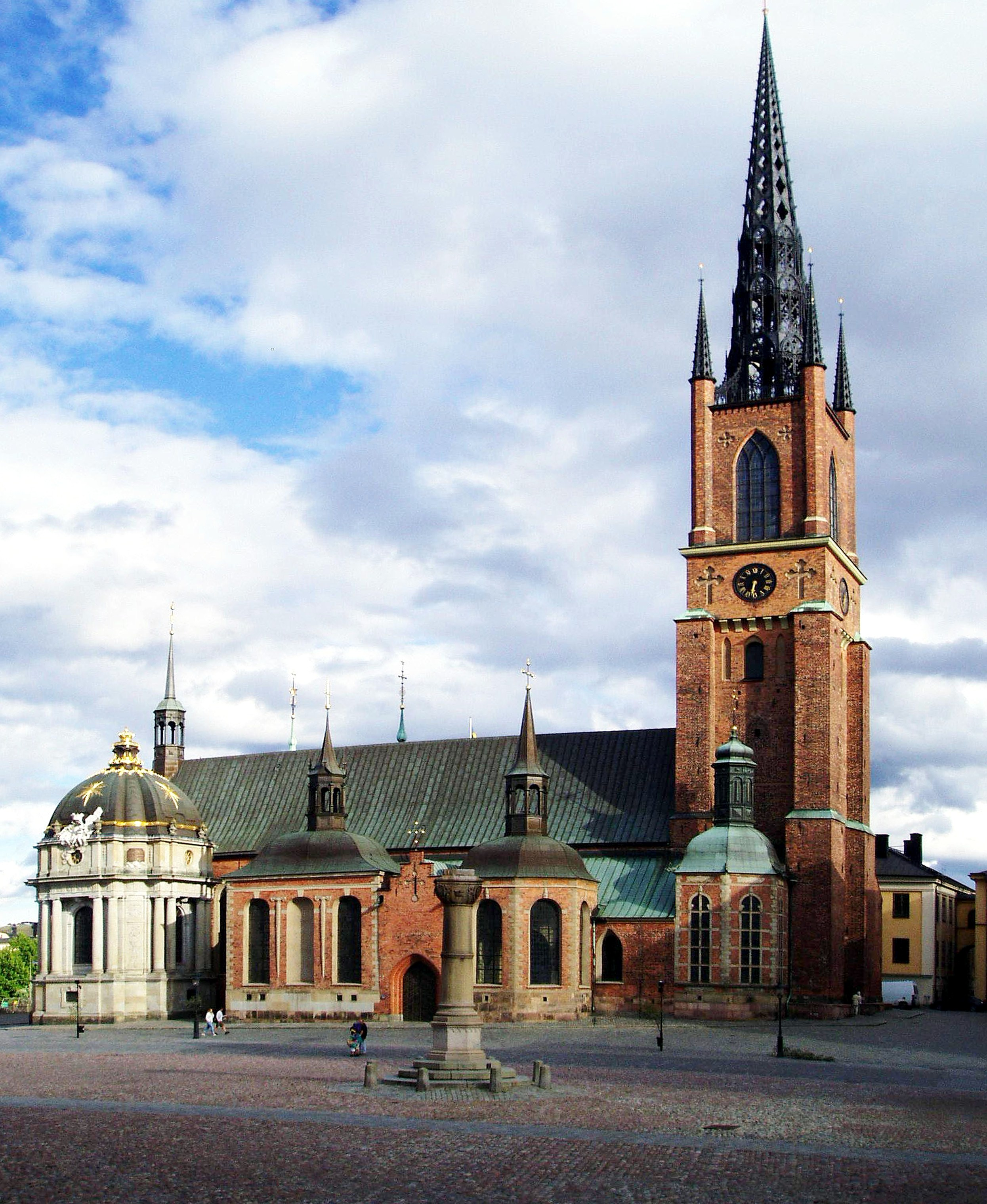
Pohled od severu
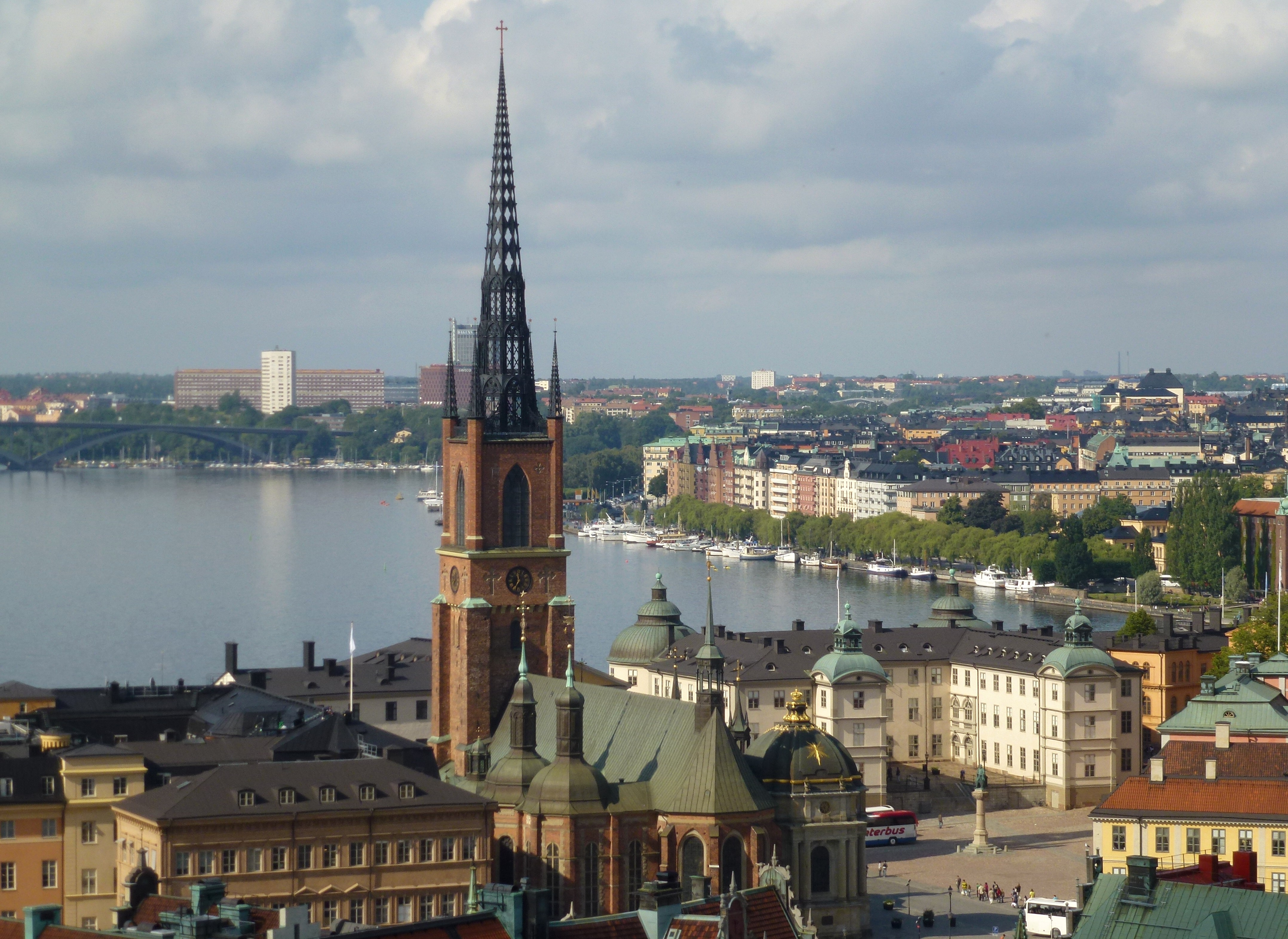
Kostel a v pozadí část města
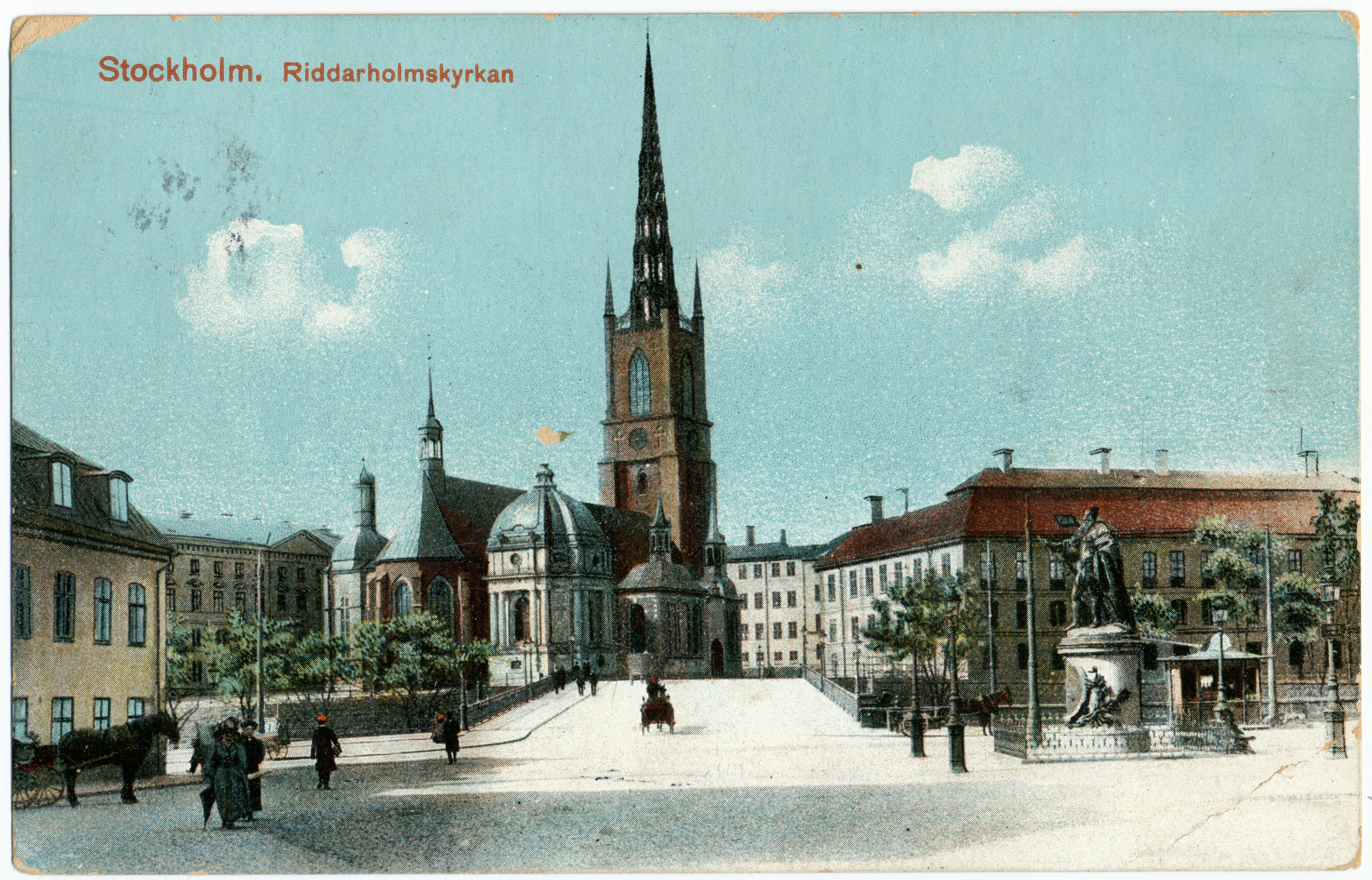
Pohlednice, počátek 20. století
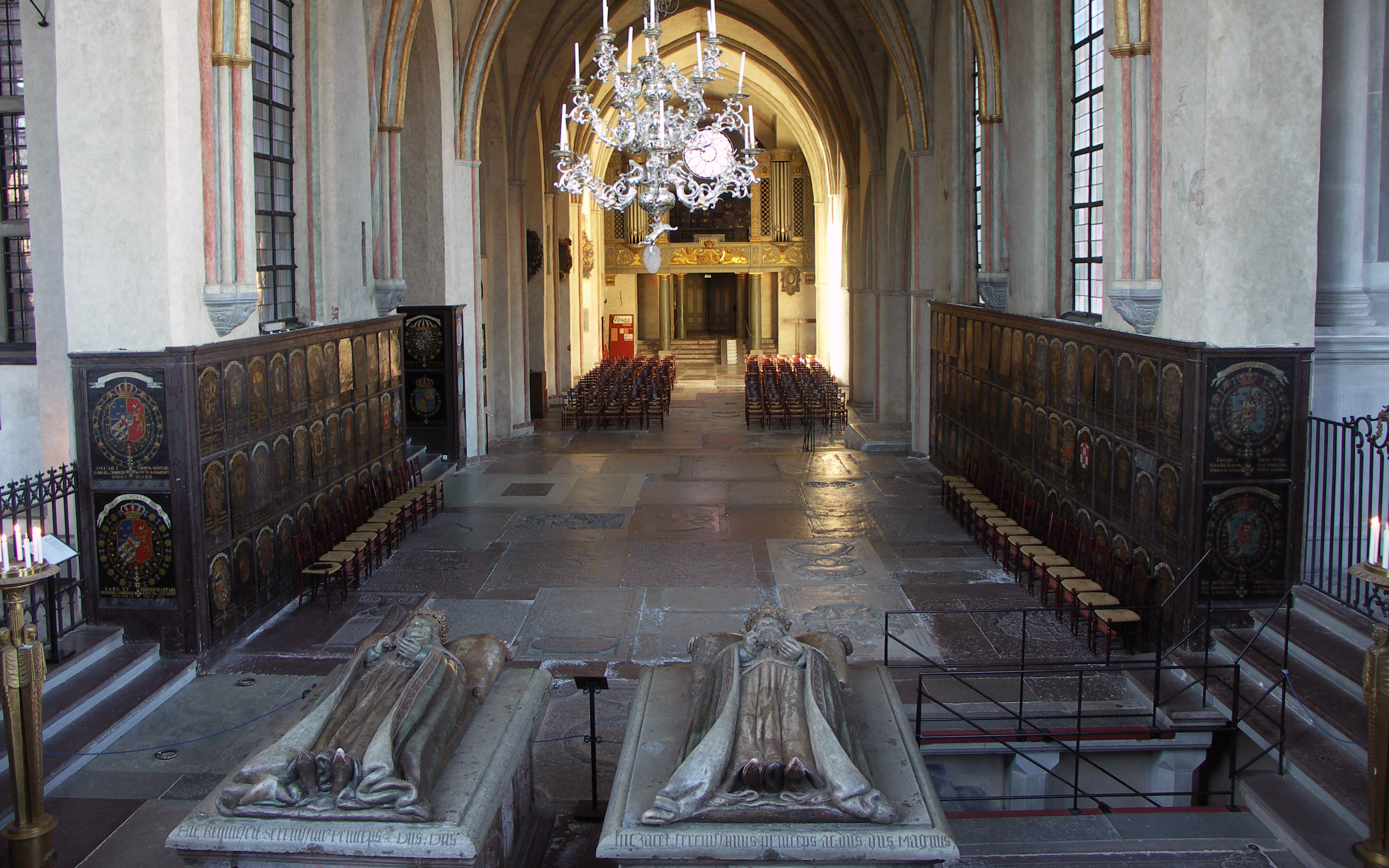
Interiér kostela
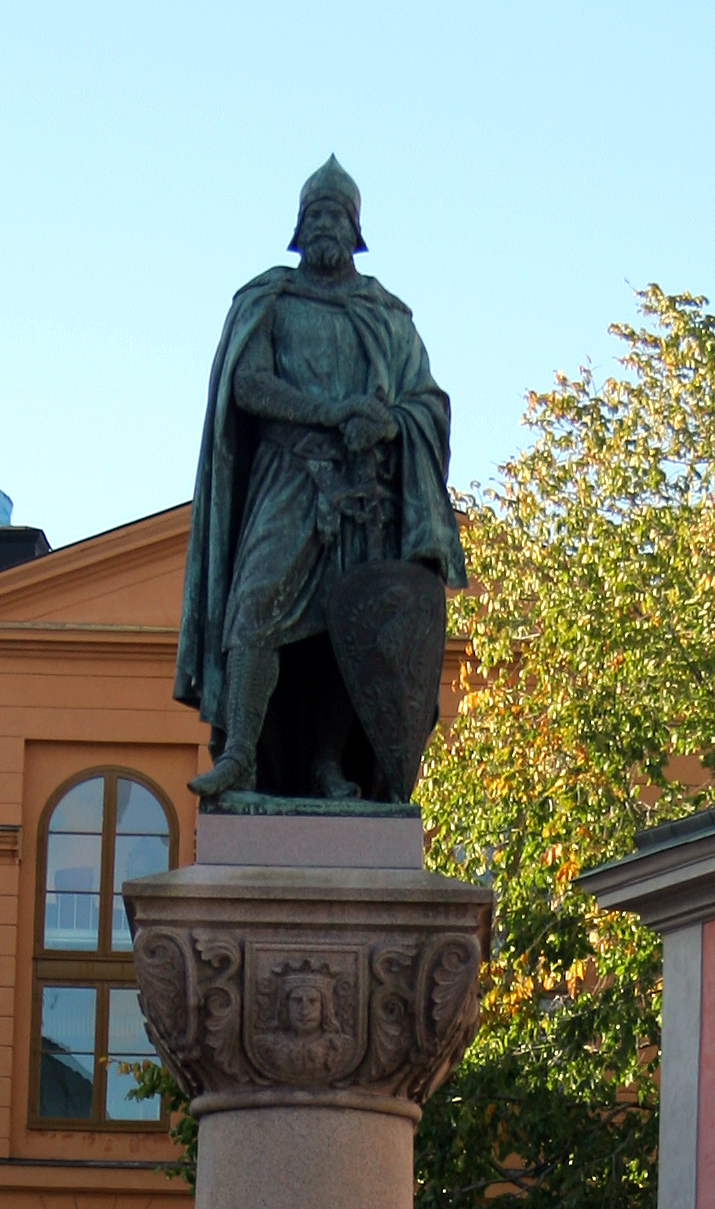
Socha Birger Magnussona nedaleko kostela